# Підотимод
Підотимод (англ. Pidotimod, лат. Pidotimodum) — синтетичний лікарський препарат, який за своєю хімічною будовою є похідним тіазолідину, та має імуностимулюючу дію. Підотимод застосовується перорально. Підотимод уперше синтезований у 1984 році в Італії в лабораторії компанії «Poli Industria Chimica».

## Фармакологічні властивості
Підотимод — синтетичний лікарський засіб, який за своєю хімічною будовою є похідним тіазолідину. Механізм дії підотимоду полягає в індукуванні дозрівання Т-лімфоцитів, а також у стимулюванні макрофагів, які відповідають за поглинання антигену та його наявності на мембрані для антигенів гістосумісності. Ці властивості препарату сприяють посиленню імунного, клітинного та гуморального імунітету, посиленню продукуванню антитіл та цитокінів, що в кінцевому підсумку призводить до покращення захисту організму від інфекційних агентів. При застосуванні підотимоду підвищується вміст у плазмі крові інтерлейкіну-2 та рівень експресії гену інтерлейкіну-2, ФНП-α та оксиду азоту, збільшується продукція супероксид-аніонів, стимулюється хемотаксис і фагоцитоз, покращується функціональна активність як T-, так і B-лімфоцитів, а також знижується активність апоптозу. Окрім того, згідно даних клінічних досліджень, є ознаки синергізму препарату із бета-лактамними антибіотиками. Підотимод застосовується для лікування та профілактики інфекційних захворювань дихальної та сечової систем, і під час клінічних досліджень спостерігалось зниження тривалості, важкості, а також частоти цих інфекцій.

### Фармакокінетика
Підотимод швидко і добре всмоктується після перорального застосування, проте біодоступність препарату становить лише 45 %. Максимальна концентрація препарату досягається протягом 1,5 години після прийому препарату. Підотимод погано зв'язується з білками плазми крові. Препарат не метаболізується, виводиться з організму із сечею в незміненому вигляді. Період напіввиведення підотимоду стнвить 4 години, і цей час не змінюється при порушеннях функції печінки та нирок.

## Покази до застосування
Підотимод застосовують для стимуляції встановленого зниження клітинного імунітету на тлі інфекцій дихальної або сечової систем.

## Побічна дія
При застосуванні підотимоду дуже рідко спостерігаються наступні побічні ефекти: шкірний висип. свербіж шкіри, кропив'янка, набряк губ, алергічний дерматит,нудота, діарея, біль у животі, увеїт, геморагічний васкуліт.

## Протипокази
Підотимод протипоказаний при підвищеній чутливості до препарату, дітям у віці до 3 років. Препарат не рекомендований до застосування при вагітності та годуванні грудьми.

## Форми випуску
Підотимод випускається у вигляді розчину для перорального застосування у флаконах по 7 мл із вмістом діючої речовини по 400 мг.